# Joseph Farington
Joseph Farington (Leigh (Grand Manchester), 1747 — 1821) est un dessinateur, peintre paysagiste et diariste britannique.

## Biographie

### Famille
Joseph Farington naît à Leigh (Grand Manchester) le 21 novembre 1747. Il est le deuxième des sept fils de William Farington et Esther Gilbody. Son père était le recteur de Warrington et le vicaire de Leigh. Trois de ses frères — William, Henry et Richard — sont « employés dans le service naval de la Compagnie des Indes orientales ». Edward meurt de la fièvre jaune à l'âge de 32 ans. Robert fréquente le Brasenose College et devient vicaire de St George in the East (en), Londres (dont le patronage est tenu par Brasenose). George Farington devient peintre.

### Carrière de peintre
Après avoir fait ses études dans le Maryland, Farington part étudier la peinture avec Richard Wilson à Londres en 1763.
En 1764, 1765 et 1766, il gagné des « primes » de la Society of Artists pour ses dessins de paysage ; il en devient membre en 1765. Joseph Farington rejoint la Royal Academy dès sa fondation en 1769 et est élu « ARA » (membre associé) en 1783 puis « RA » (académicien) en 1785. Il participe chaque année aux expositions de l'Académie jusqu'en 1801, puis seulement occasionnellement entre 1801 et 1813. Membre actif de l'Académie, il siège à plusieurs comités importants, dont celui qui détermine où les œuvres doivent être accrochées lors des expositions. Il a également agi en tant qu'exécuteur testamentaire pour la succession de son collègue académicien, John Webber. 
Elu membre de la Royal Academy en 1785, il devient membre de la Society of Antiquaries of London en 1793, et participe à la création de la British Institution. Il participe aux expositions de Thomas Gainsborough, William Hogarth et Richard Wilson en 1806.
Il épouse Susan Mary Hamond, une parente de la famille Walpole, le 19 mars 1776. Le couple n'a pas d'enfants, mais Farington est toujours resté proche de ses neveux tout au long de sa vie. Lorsque sa femme meurt en 1800, Joseph Farington effondré et ne peut plus ni dessiner ni peindre. Sa famille et ses amis, tels que le peintre Robert Smirke et sa famille, l'aident néanmoins à se rétablir.
Il réside un temps dans la région du Lake District ; entre 1776 et 1780, où il fait de nombreux dessins des paysages de la région et tient une liste décrivant ce qu'il pense être leur ordre prévu. 
Il fait deux voyages en Europe, l'un aux Pays-Bas en 1793 « pour préparer des illustrations en vue d'un compte rendu officiel du siège de Valenciennes ». Pendant la paix d'Amiens en 1802, il se rend à Paris avec les artistes Benjamin West, John Hoppner et Henry Fuseli, entre autres. Il y découvre des sculptures anciennes et de l'art italien ; il visite également les ateliers de Jacques-Louis David et de François Gérard. Au retour de ce voyage, il peint de moins en moins.
Il meurt lors d'une visite à son frère Robert dans le Lancashire le 30 décembre 1821, après être tombé d'escaliers dans une église.

### Témoin de son époque
Farington tient un journal quotidien du 13 juillet 1793 à sa mort, ne manquant que quelques jours. Ce journal s'est révélé inestimable pour les historiens, en particulier ses références au monde de l'art londonien. Comme l'explique Newby, « avec l'accent mis sur la biographie et l'anecdote, il constitue une source inestimable d'informations sur les artistes de l'époque et sur les rouages internes de la Royal Academy » : Farington connaissait les nouveaux industriels des Midlands ; comprenait les rouages internes de la Compagnie des Indes orientales ; la famille de sa femme lui donnait accès à des informations sur la politique gouvernementale ; il assistait aux grands procès politiques de l'époque, comme la destitution ratée de Warren Hastings, et il suivait la campagne pour l'abolition de l'esclavage au Royaume-Uni de William Wilberforce. Le journal est finalement constitué de 16 volumes et a été conservé comme héritage familial jusqu'à sa vente aux enchères au Morning Post en 1921. Ces volumes ont d'abord été publiés sous forme de série série dans le journal, puis édités par James Greig et publiés sous forme de livre entre 1922 et 1928. Une autre édition en 16 volumes a été publiée entre 1978 et 1984,.

## Œuvre

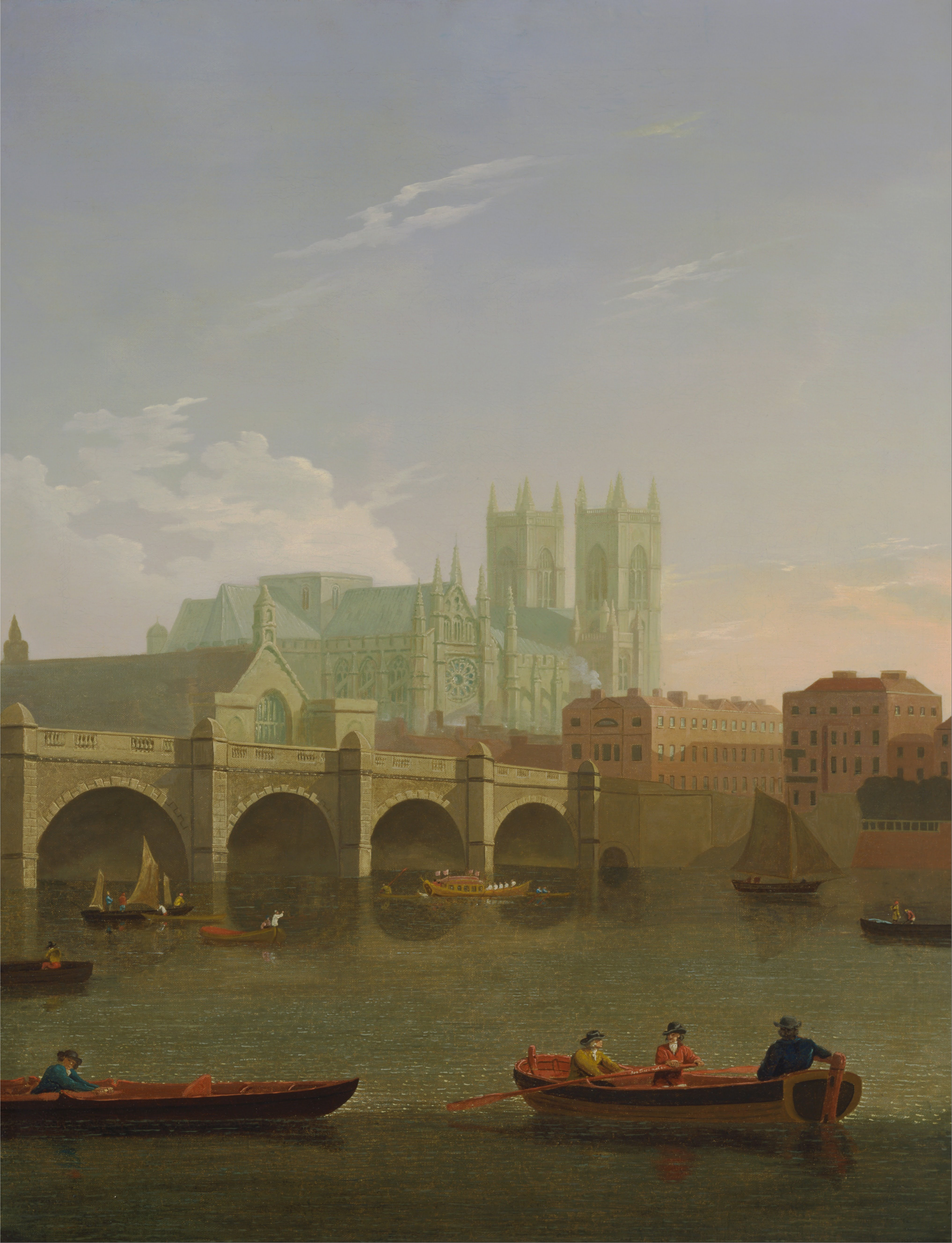
Westminster Abbey and Bridge (1794, Centre d'art britannique de Yale).

D'après l'article biographique d'Evelyn Newby dans l'Oxford Dictionary of National Biography, « il est difficile de faire une véritable évaluation de ses peintures car elles sont dispersées dans de nombreuses collections privées et publiques, et apparaissent rarement dans les ventes d'art ». Cependant, elle écrit que « le véritable point fort de Farington résidait dans les dessins topographiques soigneux et précis qu'il préparait pour les folios de gravures de vues britanniques qui trouvaient un marché tout prêt parmi les touristes confinés en Grande-Bretagne par les troubles à l'étranger ».
En 1785, il publie Views of the Lakes of Cumberland and Westmorland et en 1794, il publie une Histoire de la Tamise en deux volumes avec 76 aquatintes. Au début du XIXe siècle, il participe à la modernisation de l'atlas illustré Britannia Depicta de Cadell & Davies (en), qui compte six volumes de l'ensemble projeté. Il y contribue notamment avec Views in Cornwall (1814) et des vues topographiques ; pour le septième volume non publié, représentant le Devon, les dessins de Farington sont gravés mais jamais publiés. Il participe aussi à la Magna Britannia de William Byrne, un projet devenu si coûteux qu'il n'est jamais achevé. Farington a édité les Memoirs of Sir Joshua Reynolds, en six volumes, en 1819.
- Vue de l'inondation de Valenciennes au cours du siège de 1793, aquarelle, Musée des Beaux-Arts de Valenciennes[9]